# Darre
Darre var en flera norska frälseätter härstammande från medeltiden, vilka troligen utslocknade på 1500-talet. Ett flertal nu levande familjer för namnet Darre vidare, dock med okänd härstamning till de medeltida ätterna. Darre har sitt ursprung i det fornnordiska ordet "darr" som  betyder 'spjut'.

## Ättens äldsta historia
Ättens stamfader var Jon Darre som nämns i ett diplom utfärdat i Oslo 1331 och ytterligare ett 1347 i Rafneberg. Hans son var Reidar Jonsson Darre och är nämnd i ett diplom från 1363 om en skuld, samt 1377 i ett diplom utfärdat av Lagtinget på Båholmen. Reidar var far till Jon Reidarsson Darre (död cirka 1430), norskt riksråd och hövitsman på Tunsberghus. Jon är den förste kände ägaren till Morlanda säteri. Fram till Jons död hade godset utvecklats till en av Bohusläns största egendomssamlingar med huvudsakliga ägor i Morlanda socken på Orust, och ytterligare mark i Bro, Brastad, Lyse, Torsby, Herrestad, Skredsvik, Sörbygden, Norum, Ljung, Sotenäset, med flera socknar. Godsinnehavet ärvdes av Jon Darres son Karl och döttrarna Margareta gift med Guttorm Eyvindsson samt Kristine gift med väpnaren Jakob Augustin (Jacop Awstin), som var fogde i Viken och troligen härstammade från den pommerska adelssläkten von Owstin.
År 1465 levde en Karl Darre som kallades Herr Hartwig Krummediges tjänare.

## Ätten tre ekollon
I ett diplom utfärdat 1523 i Kykefjäll, Klövedals socken nämns Anders Olufsen (Darre) av vapen (omnämnd 1496–1544). Anders förde i sitt vapen tre ekollon i guld på en trädstam i brunt på en röd sköld. Han fick dottern Anna Andersdotter Darre, som gifte sig med Olof Lauritsson Green till Sundsby i Valla socken.
Rådmannen i Trondheim Christoffer Bjørnsøn (död 1642) var far till prosten och Korherren Mentz Christopherssøn (1598–1657) och förde samma vapen som Anders Olufsen. Hans efterkommande antog namnet Darre som släktnamn. Senare har släktnamnet Darre utgrenats med flera kända medlemmar, bland annat eidsvollsmannen och sockenprästen Jacob Hersleb Darre (1757–1841) och hans son biskop Hans Jørgen Darre.

## Medlemmar av ätten
- Jon Darre nämnd i ett diplom daterat den 13 april 1331.
- Oluf Darre nämnd 1347 i Rakkestad som vittne.
- Reidar Jonsson Darre nämns i diplom 1359 och 1377 vid Lagtinget på Båholmen. Han var fogde på Båhus. Reidar Jonsson Darre var rimligen far till Jon Reidarsson Darre.
- Jon (Johannes) Reidarsson Darre nämns 1381. Han nämns även i ett odaterat tillägg till ett diplom daterat 1331. Han var död cirka 1407. Jon var riksråd och länsherre i Tønsberg. Jon Darre var gift med Ingerid Karlsdotter. De hade troligen följande barn födda omkring år 1400:
  - Kristine Jonsdotter, gift med Jakob Augustin 1430. Omgift med adelsmannen Kolbjørn Gersts. Hon var änka 1471. De hade döttrarna Cecilia och Beke Kolbjörnsdöttrar.
  - Karl Jonsson Darre, omtalad från 1422. Han dog senast 1430 utan arvingar.
  - Margreta (Jonsdotter), gift med Guttorm Eivindsson.
  - fru Elene Jonsdotter (Darre), gift med Nils Halkelsson. Omtalad 1459 i Skjulestad.
- Halvard Darre omtalad 1420 i Råde.
- Karl Darre omtalad 1465 i Kobberviken.
- Anders Olufsen Darre omtalad 1496 i Rävlanda, Stenkyrka socken och bland annat 1523 i Kyrkefjäll, Klövedals socken.